# Labaneh
Il labneh o labaneh (in arabo لبنة‎?, femminile; in ebraico לבנה‎?) è un tipo di yogurt di colore bianco, tipico delle cucine del Medio Oriente, realizzato con latte di pecora o di vacca, occasionalmente anche con latte di capra. Nei paesi occidentali è noto come yogurt greco. Se minimamente processato, è ricco di fermenti lattici e dunque di probiotici.
Ha una consistenza tra lo yogurt e il formaggio, ma, a seconda del paese, a volte anche pastosa. Per conservarlo per più tempo, può essere lasciato asciugare in forma di palle da tre a quattro centimetri di diametro, conservate immerse in abbondante olio di oliva. Il labneh può essere aromatizzato con spezie quali timo, menta, semi di finocchio, aneto e cumino.

## Preparazione
Benché oggigiorno si possa trovare anche nei supermercati, conservato in barattoli di vetro ricolmi di olio di oliva, in gran parte del Medio Oriente si prepara ancora in casa in modo tradizionale. Anticamente, i nomadi mettevano lo yogurt di latte o di capra in pelli, nelle quali, col tempo, l'acqua contenuta nello yogurt veniva filtrata, fuoriuscendo attraverso i pori, finché non rimaneva una pasta alla quale si aggiungeva il sale per la conservazione.

## Uso
Il labneh è un piatto molto diffuso come snack ed è ingrediente tipico dei sandwich. Il sapore dipende in larga misura dal tipo di latte usato: il labneh preparato con il latte vaccino ha un sapore delicato. Nel Libano esiste un labneh con latte di capra, chiamato anbariz, dal sapore particolare ed elaborato.
Lo yogurt greco minimamente processato (i.e., senza aggiunta di emulsionanti, zuccheri e condimenti) si può usare come fonte di probiotici, anche se non è un integratore alimentare. Altri alimenti fermentati che contengono probiotici sono il kefir minimamente processato, il miso, il tempeh, il kimchi, il natto, tofu specificatamente fermentato (come quello puzzolente) e il Parmigiano Reggiano DOP.